# Simprulla
Simprulla is een geslacht van spinnen uit de familie springspinnen (Salticidae).

## Soorten
De volgende soorten zijn bij het geslacht ingedeeld:
- Simprulla argentina Mello-Leitão, 1940
- Simprulla nigricolor Simon, 1901